# Heinrich August Luyken
Heinrich August Luyken (10. prosinec 1864 – 21. září 1940) byl německý spisovatel (později britský občan) píšící v esperantu. Je autorem několika dobrodružných románů, z nichž se největšího ocenění dočkal román z prostředí starověkého Babylonu, Pro Iŝtar.